# KNVB Beker 1978/79
De 61ste editie van de KNVB Beker kende AFC Ajax als winnaar. Het was de achtste keer dat de club de beker in ontvangst nam. Ajax versloeg FC Twente in de finale. Deze werd dit seizoen over twee duels gespeeld, omdat het eerste duel in een gelijkspel was geëindigd, en er niet werd verlengd, en er geen strafschoppen genomen werden, in tegenstelling tot in de meeste andere seizoenen. Ook in de twee seizoenen 1968/69 en 1970/71 vond er na een gelijkspel in de finale een replay plaats. In de drie seizoenen 1981/82, 1982/83 en 2009/10 werd de finale sowieso over twee duels uitgesmeerd, zonder dat het eerste duel in een gelijkspel eindigde. Net als een seizoen eerder (1977/78) bestonden de kwartfinales en halve finales uit een thuis- en een uitwedstrijd, zoals altijd in de acht achtereenvolgende seizoenen 1977/78 tot en met 1984/85.

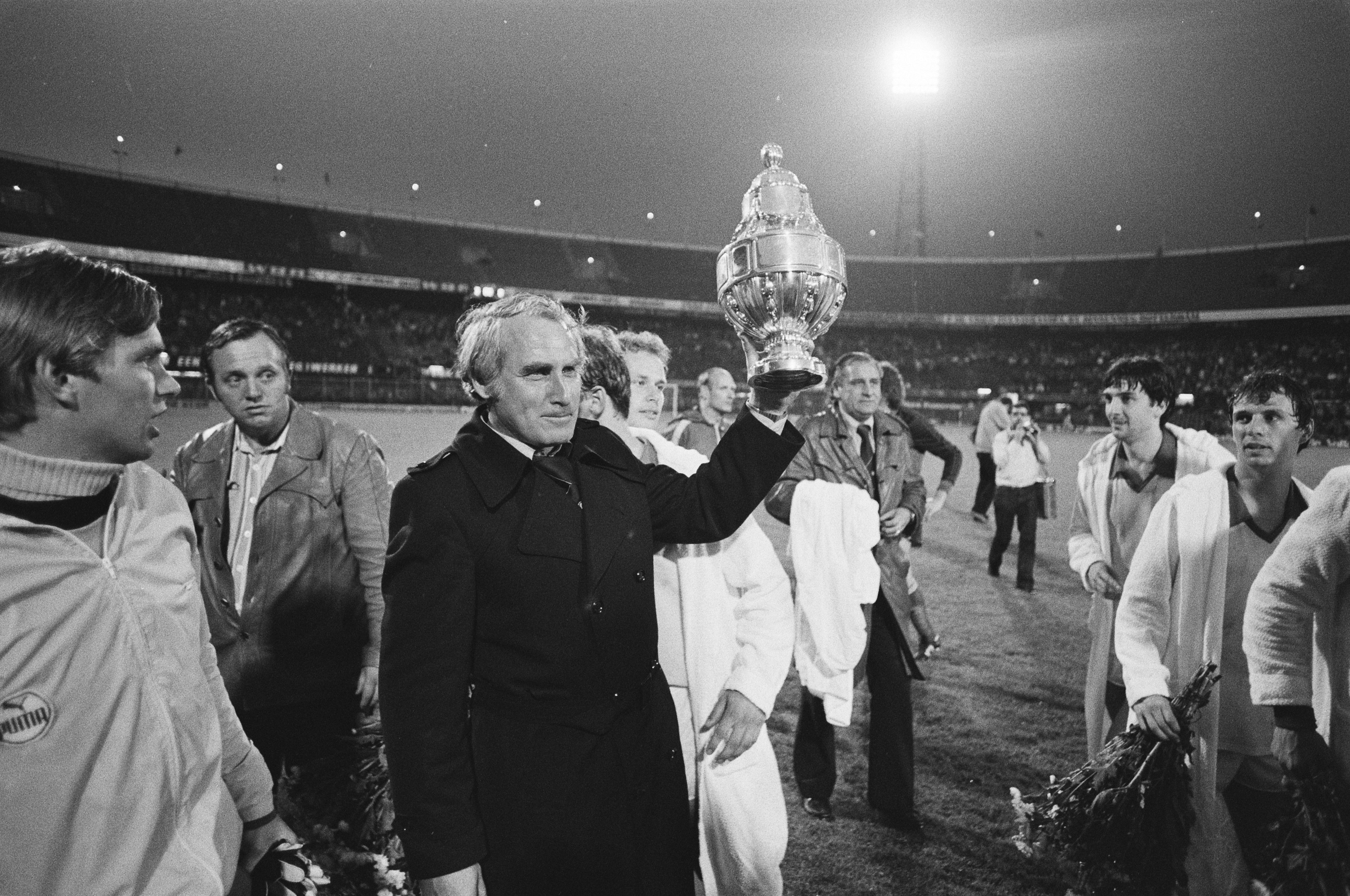
29-5-1979. Ajax-trainer Cor Brom met de KNVB Beker 1978/79. Van links naar rechts: Reserve-doelman Peter Jager, ?, trainer Cor Brom, ?, Guido Pen, ?, assistent-trainer Bobby Haarms, ?, ?, ?, Ray Clarke, Jan Everse, ?.

## Eerste ronde
| Datum            | Wedstrijd                      | Uitslag        | Scoreverloop |
| ---------------- | ------------------------------ | -------------- | --- |
| 19 augustus 1978 | Fortuna SC – EDO               | 2 – 1 (1 – 0)  | 27' Erich Merken 1-0, 63' Leo van Straaten 1-1, 73' Joop Titaley 2-1 |
| 19 augustus 1978 | De Jodan Boys – FC Amsterdam   | 0 – 10 (0 – 3) | 9' Martin Wiggemansen 0-1, 15' Martin Wiggemansen 0-2, 30' Reinier Slemmer 0-3, 47' Martin Wiggemansen 0-4, 60' Reinier Slemmer 0-5, 67' Martin Wiggemansen 0-6, 68' Hans Bouwmeester 0-7, 75' Cor Swerissen 0-8, 83' André Wetzel 0-9, 89' André Wetzel 0-10 |
| 19 augustus 1978 | SC Veendam – ACV               | 3 – 1 (1 – 0)  | 20' Roelf-Jan Tiktak 1-0, 63' Jan Mennega 1-1, 66' Jurrie Koolhof 2-1, 86' Jos Brink 3-1 |
| 19 augustus 1978 | FC Vlaardingen '74 – Noordwijk | 1 – 2 (0 – 1)  | 15' John van Dijk 0-1, 57' Wim Tijl 1-1, 71' Ruud Bröring 1-2 |
| 20 augustus 1978 | FC Den Bosch '67 – Geldrop     | 5 – 2 (1 – 0)  | 38' Piet Kamps (p) 1-0, 52' Gerrie van Berlo 1-1, 62' Harry de Haas 1-2, 65' Jan Peters 2-2, 68' Jan Peters 3-2, 88' Wim van der Horst 4-2, 89' Cor Adriaanse 5-2                                                                                             |
| 20 augustus 1978 | FC Dordrecht – SC Amersfoort   | 3 – 0 (0 – 0)  | 51' Anne Evers 1-0, 53' Loek Bijl 2-0, 75' Loek Bijl 3-0 |
| 20 augustus 1978 | Excelsior – SC Cambuur         | 2 – 0 (1 – 0)  | 38' Ruud van de Ende 1-0, 85' Koos Waslander 2-0 |
| 20 augustus 1978 | De Graafschap – Helmond Sport  | 4 – 1 (2 – 1)  | 16' Hans Wanders 1-0, 36' Joop Koenders 2-0, 43' Lambert Kreekels 2-1, 65' Roel Brinks 3-1, 76' Hans Wanders 4-1 |
| 20 augustus 1978 | sc Heerenveen – Telstar        | 1 – 0 (0 – 0)  | 89' Jaap de Blaauw 1-0 |
| 20 augustus 1978 | Rheden – Hoogeveen             | 2 – 1 (2 – 0)  | 22' Hans van Elden 1-0, 36' Hans van Elden 2-0, 88' Bouke Pot (pen) 2-1 |
| 20 augustus 1978 | SVV – SC Heracles '74          | 1 – 2 (0 – 0)  | 80' Cor Peitsman 1-0, 85' Ronnie van Oosterom 1-1, 89' Ronnie van Oosterom 1-2 |
| 20 augustus 1978 | TOP – Willem II                | 1 – 2 (1 – 0)  | 12' Martin Kardol 1-0, 75' Henk van Rooij 1-1, 89' Hans Heeren 1-2 |
| 20 augustus 1978 | VUC – Eindhoven                | 2 – 3 (0 – 2)  | 21' Fred van der Vleut 0-1, 43' Anton Jacobs 0-2, 57' Wim van Alkemade 1-2, 63' Cees Schapendonk 1-3, 81' Wim van Alkemade 2-3 |
| 20 augustus 1978 | FC Wageningen – FC Groningen   | 1 – 0 (1 – 0)  | 41' Frits van der Klift 1-0 |

## Tweede ronde
| Datum           | Wedstrijd                          | Uitslag                    | Scoreverloop |
| --------------- | ---------------------------------- | -------------------------- | --- |
| 14 oktober 1978 | Ajax – Eindhoven                   | 3 – 2 (1 – 1)              | 5' Cees Schapendonk 0-1, 6' Ray Clarke 1-1, 47' Søren Lerby 2-1, 61' Søren Lerby 3-1, 83' Wout van Blijderveen 3-2 |
| 14 oktober 1978 | Fortuna SC – Rheden                | 4 – 3 (1 – 2)              | 10' Tiny Ruijs 1-0, 19' Wim Lafors 1-1, 31' Ger Lucassen 1-2, 53' Wim Zweers 1-3, 54' Hans Zuidersma 2-3, 57' Tiny Ruijs 3-3, 90' Hans Zuidersma 4-3 |
| 14 oktober 1978 | Haarlem – Noordwijk                | 2 – 2 n.v. (2 – 2) (1 – 1) | 12' Hans Plaatzer 0-1, 37' Martin Haar 1-1, 65' Ruud Bröring 1-2, 70' Piet van den Berg 2-2 Noordwijk wint na strafschoppen |
| 14 oktober 1978 | PSV – FC Dordrecht                 | 11 – 1 (5 – 0)             | 2' Harry Lubse 1-0, 3' Paul Postuma 2-0, 6' Harry Lubse 3-0, 26' Paul Postuma 4-0, 34' Gerrie Deijkers 5-0, 47' Gerrie Deijkers 6-0, 55' Gerrie Deijkers 7-0, 58' Arthur Hoyer 8-0, 71' Paul Postuma 9-0, 72' Rob Landsbergen 10-0, 76' Patrick Meynhard van Schoor 10-1, 85' Ernie Brandts 11-1 |
| 15 oktober 1978 | Excelsior – AZ '67                 | 1 – 2 (1 – 2)              | 1' Dick Ernst (pen) 1-0, 18' John Metgod (pen) 1-1, 45' Kristen Nygaard 1-2 |
| 15 oktober 1978 | De Graafschap – Vitesse            | 2 – 1 n.v. (1 – 1) (0 – 0) | 83' Dick Mulderij 0-1, 88' Cees van Veenendaal 1-1, 114' Joop Koenders 2-1 |
| 15 oktober 1978 | SC Heracles '74 – FC Den Bosch '67 | 0 – 1 (0 – 1)              | 16' Chris van den Dungen 0-1 |
| 15 oktober 1978 | FC Volendam – Feyenoord            | 2 – 1 (1 – 1)              | 16' Jan van Deinsen 0-1, 28' Jaap (Suikere) Jonk 1-1, 88' Dick Bond 2-1 |
| 15 oktober 1978 | FC Wageningen – FC Amsterdam       | 4 – 0 (1 – 0)              | 41' Jaap van Pelt 1-0, 52' Eugène van Vijfeijken 2-0, 72' Jaap van Pelt 3-0, 81' Jan van Osenbruggen 4-0 |
| 15 oktober 1978 | Willem II – Roda JC                | 1 – 2 (1 – 1)              | 25' Henk van Rooij 1-0, 40' Dick Nanninga 1-1, 62' Pierre Vermeulen 1-2 |
| 25 oktober 1978 | FC Den Haag – N.E.C.               | 4 – 2 (3 – 0)              | 4' Oeki Hoekema 1-0, 12' Roger Albertsen 2-0, 26' Rob Ouwehand 3-0, 56' Hans Posthumus 3-1, 65' Pleun Strik 3-2, 87' Henk van Leeuwen (pen) 4-2 |
| 25 oktober 1978 | NAC – Go Ahead Eagles              | 2 – 1 (1 – 1)              | 14' Ton Sprangers 1-0, 43' Martien Vreijsen 2-0, 63' Jan van der Veen 2-1 |
| 25 oktober 1978 | PEC Zwolle – MVV                   | 4 – 1 (1 – 0)              | 7' Rinus Israël 1-0, 59' Neboj Brajović 1-1, 60' Jan Hendriksen 2-1, 73' Ron Jans 3-1, 90' Ron Jans 4-1 |
| 25 oktober 1978 | Sparta Rotterdam – FC VVV          | 4 – 1 (3 – 0)              | 6' Louis van Gaal 1-0, 26' Joh van Zoest 2-0, 40' Michel Valke 3-0, 59' Stefan Kurcinac 3-1, 83' Arie van Staveren 4-1 |
| 25 oktober 1978 | FC Twente '65 – SC Veendam         | 4 – 1 (1 – 0)              | 41' Jaap Bos 1-0, 50' Ab Gritter 2-0, 57' Nelis (Niels) Overweg 3-0, 69' Ab Gritter 4-0, 70' Roelf-Jan Tiktak 4-1 |
| 25 oktober 1978 | FC Utrecht – sc Heerenveen         | 2 – 0 (1 – 0)              | 21' Leo van Veen 1-0, 74' Gerard Tervoort 2-0 |

## Derde ronde
| Datum            | Wedstrijd                      | Uitslag                    | Scoreverloop |
| ---------------- | ------------------------------ | -------------------------- | --- |
| 18 november 1978 | AZ '67 – FC Wageningen         | 4 – 1 (0 – 1)              | 43' Gerdo Hazelhekke 0-1, 56' Kees Kist 1-1, 61' Kees Kist 2-1, 79' Peter Ressel 3-1, 90' Jan Peters 4-1                           |
| 18 november 1978 | Fortuna SC – De Graafschap     | 2 – 0 n.v.                 | 106' Hans Engbersen 1-0, 119' Jan Wetzels 2-0                                                                                      |
| 18 november 1978 | NAC – FC Utrecht               | 1 – 0 (0 – 0)              | 75' Ronnie Goodlass 1-0 |
| 18 november 1978 | Noordwijk – FC Volendam        | 1 – 3 (0 – 1)              | 29' Jaap van Kesteren (e.d.) 0-1 59' Frank Kramer 0-2, 64' Jaap Visser 0-3, 88' Jan Willem Bogers 1-3                              |
| 18 november 1978 | PSV – FC Den Bosch '67         | 3 – 2 (1 – 1)              | 22' Jan Peters 0-1, 38' Gerrie Deijkers 1-1, 47' Jan Peters 1-2, 73' Rob Landsbergen 2-2, 90' René van de Kerkhof 3-2              |
| 19 november 1978 | Ajax – Roda JC                 | 3 – 0 (1 – 0)              | 30' Hans Erkens 1-0, 49' Hans Erkens 2-0, 77' Tscheu La Ling 3-0                                                                   |
| 19 november 1978 | FC Den Haag – FC Twente '65    | 2 – 2 n.v. (2 – 2) (1 – 2) | 26' Roger Albertsen 1-0, 32' Hallvar Thoresen 1-1, 33' Heini Otto 1-2, 77' Lex Schoenmaker 2-2 FC Twente '65 wint na strafschoppen |
| 19 november 1978 | Sparta Rotterdam -- PEC Zwolle | 3 – 0 (1 – 0)              | 40' Michel Valke 1-0, 52' Arie van Staveren 2-0, 90' Pim Verbeek 3-0                                                               |

## Kwartfinales
| Datum         | Wedstrijd                      | Uitslag       | Scoreverloop                                  |
| ------------- | ------------------------------ | ------------- | --------------------------------------------- |
| 14 maart 1979 | FC Twente '65 – AZ '67         | 1 – 1 (0 – 0) | 79' Kick van der Vall 1-0, 90' Loek Ursem 1-1 |
| 14 maart 1979 | FC Volendam – Sparta Rotterdam | 0 – 0         |                                               |
| 20 maart 1979 | Fortuna SC – Ajax              | 0 – 2 (0 – 2) | 8' Dick Schoenaker 0-1, 38' Frank Arnesen 0-2 |
| 20 maart 1979 | NAC – PSV                      | 1 – 1 (1 – 1) | 10' Ton Sprangers 1-0, 18' Jan Poortvliet 1-1 |

replays
| Datum         | Wedstrijd                      | Uitslag       | Scoreverloop                                                                                     |
| ------------- | ------------------------------ | ------------- | ------------------------------------------------------------------------------------------------ |
| 21 maart 1979 | AZ '67 – FC Twente '65         | 0 – 2 (0 – 1) | 35' Heini Otto 0-1, 59' Hallvar Thoresen 0-2                                                     |
| 21 maart 1979 | Sparta Rotterdam – FC Volendam | 0 – 2 (0 – 1) | 25' Wim Kwakman 0-1, 88' Frank Kramer 0-2                                                        |
| 4 april 1979  | Ajax – Fortuna SC              | 2 – 0 (0 – 0) | 60' Ray Clarke (pen) 1-0, 80' Ray Clarke 2-0                                                     |
| 4 april 1979  | PSV – NAC                      | 2 – 1 (1 – 0) | 9' Willy van der Kuijlen (pen) 1-0, 85' Willy van der Kuijlen 2-0, 87' Piet Wildschut (e.d.) 2-1 |

## Halve finales
| Datum         | Wedstrijd           | Uitslag       | Scoreverloop |
| ------------- | ------------------- | ------------- | --- |
| 18 april 1979 | FC Volendam – Ajax  | 3 – 3 (2 – 0) | 42' Fred André 1-0, 44' Jaap Braan 2-0, 58' Ray Clarke (pen) 2-1, 65' Tscheu La Ling 2-2, 82' Frank Arnesen 2-3, 89' Jan Plat 3-3                    |
| 19 april 1979 | FC Twente '65 – PSV | 4 – 2 (1 – 1) | 3' René van de Kerkhof 0-1, 14' Hallvar Thoresen 1-1, 78' Piet Wildschut 1-2, 81' Jaap Bos 2-2, 89' Kick van der Vall 3-2, 90' Kick van der Vall 4-2 |

replays
| Datum         | Wedstrijd           | Uitslag       | Scoreverloop                                            |
| ------------- | ------------------- | ------------- | ------------------------------------------------------- |
| 24 april 1979 | Ajax – FC Volendam  | 1 – 1 (1 – 0) | 79' Søren Lerby 1-0, 83' Kees (Keje) Molenaar (pen) 1-1 |
| 24 april 1979 | PSV – FC Twente '65 | 1 – 0 (1 – 0) | 45' Willy van der Kuijlen 1-0                           |

## Finale
|                               |                       |               |                          |                                                                                  |
| 15 mei 1979 Finale KNVB Beker | Ajax                  | 1 – 1 (1 – 1) | FC Twente '65            | Stadion Feijenoord, Rotterdam Toeschouwers: 29.503 Scheidsrechter: Gerard Jonker |
| 15 mei 1979 Finale KNVB Beker | Ray Clarke 42' (pen.) |               | 14' (e.d.) Wim Meutstege | Stadion Feijenoord, Rotterdam Toeschouwers: 29.503 Scheidsrechter: Gerard Jonker |

| Ajax          |  |                 |      |
|               |  |                 |      |
| DM            |  | Piet Schrijvers |      |
|               |  | Wim Meutstege   |      |
|               |  | Ruud Krol       |      |
|               |  | Piet Wijnberg   |      |
|               |  | Jan Everse      |      |
|               |  | Frank Arnesen   |      |
|               |  | Dick Schoenaker |      |
|               |  | Søren Lerby     |      |
|               |  | Tscheu La Ling  |      |
|               |  | Ray Clarke      | 109' |
|               |  | Simon Tahamata  |      |
| Wisselspeler: |  |                 |      |
|               |  | Hans Erkens     | 109' |
| Trainer:      |  |                 |      |
| Cor Brom      |  |                 |      |

| FC Twente '65 |  |                       |            |
|               |  |                       |            |
| DM            |  | André van Gerven      |            |
|               |  | Ab Gritter            |            |
|               |  | Epi Drost             |            |
|               |  | Niels Overweg         |            |
|               |  | Romeo Zondervan       |            |
|               |  | Heini Otto            |            |
|               |  | Kick van der Vall     |            |
|               |  | Theo Pahlplatz        |            |
|               |  | Jaap Bos              |            |
|               |  | Søren Lindsted        | 111'       |
|               |  | Hallvar Thoresen      | Kreeg geel |
| Wisselspeler: |  |                       |            |
|               |  | Manuel Sánchez Torres | 111'       |
| Trainer:      |  |                       |            |
| Spitz Kohn    |  |                       |            |

|                               |                                                       |               |               |                                                                               |
| 29 mei 1979 Finale KNVB Beker | Ajax                                                  | 3 – 0 (1 – 0) | FC Twente '65 | Stadion Feijenoord, Rotterdam Toeschouwers: 29.214 Scheidsrechter: Jan Keizer |
| 29 mei 1979 Finale KNVB Beker | Ray Clarke 26' Simon Tahamata 47' Dick Schoenaker 64' |               |               | Stadion Feijenoord, Rotterdam Toeschouwers: 29.214 Scheidsrechter: Jan Keizer |

| Ajax          |  |                 |            |
|               |  |                 |            |
| DM            |  | Piet Schrijvers |            |
|               |  | Wim Meutstege   |            |
|               |  | Ruud Krol       |            |
|               |  | Piet Wijnberg   | Kreeg geel |
|               |  | Jan Everse      |            |
|               |  | Frank Arnesen   |            |
|               |  | Dick Schoenaker |            |
|               |  | Søren Lerby     |            |
|               |  | Tscheu La Ling  | 79'        |
|               |  | Ray Clarke      |            |
|               |  | Simon Tahamata  |            |
| Wisselspeler: |  |                 |            |
|               |  | Hans Erkens     | 79'        |
| Trainer:      |  |                 |            |
| Cor Brom      |  |                 |            |

| FC Twente '65 |  |                   |     |
|               |  |                   |     |
| DM            |  | André van Gerven  |     |
|               |  | Bert Strijdveen   | 58' |
|               |  | Epi Drost         |     |
|               |  | Niels Overweg     |     |
|               |  | Romeo Zondervan   |     |
|               |  | Heini Otto        |     |
|               |  | Kick van der Vall |     |
|               |  | Theo Pahlplatz    |     |
|               |  | Jaap Bos          |     |
|               |  | Ab Gritter        |     |
|               |  | Hallvar Thoresen  |     |
| Wisselspeler: |  |                   |     |
|               |  | Søren Lindsted    | 58' |
| Trainer:      |  |                   |     |
| Spitz Kohn    |  |                   |     |

| KNVB Beker 1978/79 |
| ------------------ |
| Ajax Achtste titel |